# زبان تووایی
زبان تووایی از زبان‌های ترکی است که حدود دویست و هفتاد هزار تن گویشور در کشورهای روسیه، چین و مغولستان دارد. این زبان وام‌واژه‌های بیشماری از زبان مغولی و اخیراً روسی گرفته‌است. گویش تووایی‌های در مغولستان و چین کاملاً متفاوت است. این زبان به شدت در معرض خطر آسیب‌پذیری قرار دارد.